# Джахром
Джахром (на персийски: جهرم) е град в Североизточен Иран, провинция Фарс с население от 141 634 души (2016 г.).